# 亚磺酸

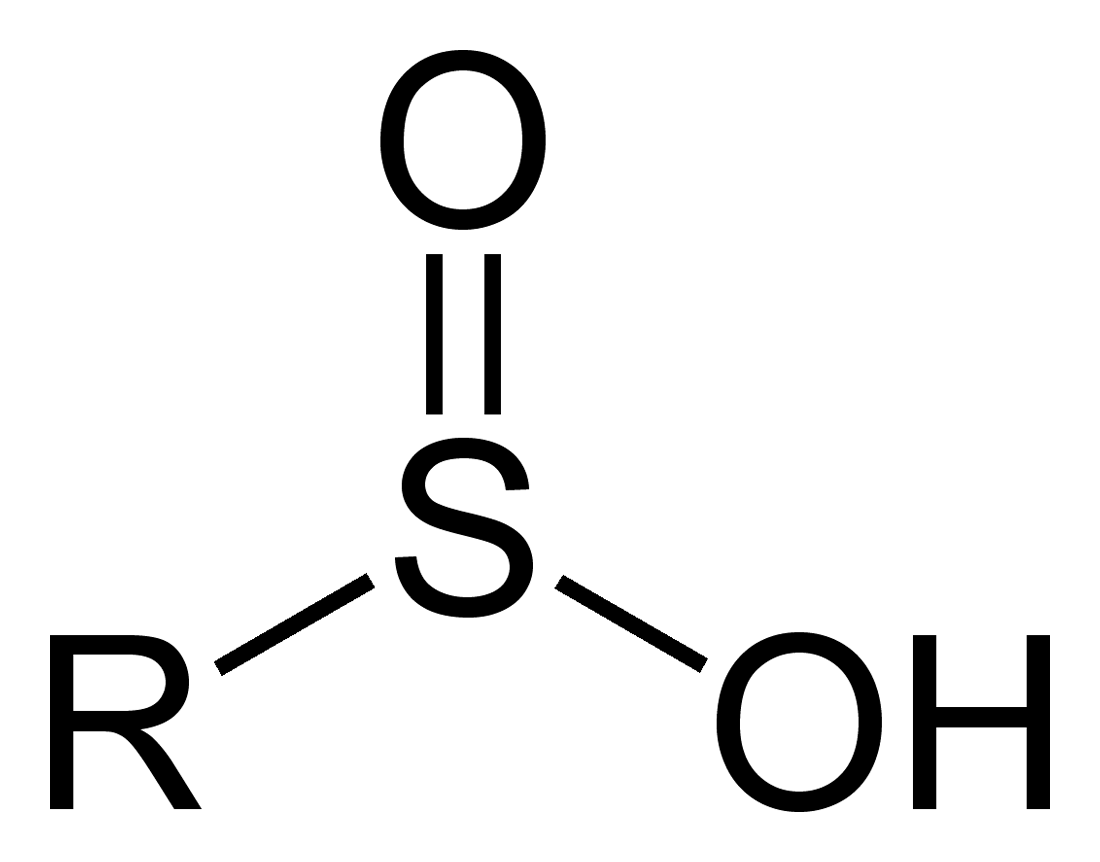
亚磺酸的结构通式。

亚磺酸是一类亚磺酸基（-SO2H）与烃基（-R）相连而成的化合物的统称。通式 RSO2H。可用作有机合成及电镀添加剂，也可作氧化还原聚合反应的催化剂。

## 例子
- 甲亚磺酸（CH3SO2H）
- 半胱亚磺酸（C3H7NO4S）
- 亚牛磺酸（C2H7NO2S）
- 二氧化硫脲（CH4N2O2S）
- 苯亞磺酸（C6H5SO2H）
- 对甲苯亚磺酸（C7H8O2S）

## 性质
一般为油状液体或结晶。低级亚磺酸可溶于水，呈酸性，酸性较羧酸强，但比磺酸弱。 与卤代烃反应生成砜。 不稳定，可发生歧化反应，也易被氧化为磺酸。

## 制取
可由重氮盐经Sandmeyer反应或磺酰氯经还原制得。